# Bund Österreichischer Frauenvereine
Bund Österreichischer Frauenvereine (BÖFV, förut BÖF) är en paraplyorganisation för österrikiska kvinnoorganisationer. Föreningen ser sig som en politisk lobbyorganisation för kvinnors angelägenheter i arbete, familj och samhälle. BÖFV grundades 1902, upplöstes 1938, men återuppstod 1947.